# Storžek
Storžek je kratka sodobna pravljica, delo Jasne Furlan. Delo je bilo izdano leta 2000 pri založbi Karantanija.

## Povzetek
Palček Storžek skupaj s svojo družino prebiva v Palčkovi votlini. Rad se sprehaja po gozdu in nekega dne naleti na ljudi, zanj čudna bitja o katerih so mu pripovedovali že njegovi starši. Kljub temu da bi se jim moral izogniti, se spoprijatelji z otroki, ki so na počitnicah na ranču Kaja in Grom. Skupaj doživijo veliko zanimivih dogodivščin, dokler ne pride čas, ko se morajo posloviti, saj je konec počitnic na ranču. Storžek se od njih poslovi v upanju, da se bodo še kdaj videli.

## Predstavitev književne osebe
Glavna književna oseba je palček Storžek, najmlajši član družine palčkov. Ime Storžek je dobil zato, ker so njegova najljubša hrana storži. Je zelo pogumen, radoveden in ima rad svoje prijatelje.

## Analiza
Stranske književne osebe
mati Marjetica, oče, sestra Spominčica, Darja, Andrej, Otroci z ranča (Anja, Manca, Eva, Maja, Marcel)
Dogajalni prostor
ranč Kaja in Grom, Palčkova votlina
Dogajalni čas
obdobje med poletnimi počitnicami
Motiv
Avtorica nam s pravljico želi pokazati, kako je lep svet, če negujemo tople medčloveške odnose in razumemo bitja, ki so drugačna kot mi.